# Arquidiócesis de Valencia en Venezuela
La arquidiócesis de Valencia en Venezuela (en latín: Archidioecesis Valentina in Venetiola) es una circunscripción eclesiástica de la Iglesia católica en Venezuela. Se trata de una arquidiócesis latina, sede metropolitana de la provincia eclesiástica de Valencia en Venezuela. Desde el 28 de junio de 2024 su arzobispo es Jesús González de Zárate Salas.

## Territorio y organización
La arquidiócesis tiene 3921 km² y extiende su jurisdicción sobre los fieles católicos de rito latino residentes en 12 municipios del estado Carabobo: Bejuma, Carlos Arvelo, Guacara, Libertador, Los Guayos, Miranda, Montalbán, Diego Ibarra, Naguanagua, San Diego, San Joaquín y Valencia.
La sede de la arquidiócesis se encuentra en la ciudad de Valencia, en donde se halla la catedral basílica de Nuestra Señora del Socorro y la basílica de Santa Inés.
La arquidiócesis tiene como sufragáneas a las diócesis de: Maracay, Puerto Cabello y San Carlos de Venezuela.
En 2022 en la arquidiócesis existían 75 parroquias.

## Historia
El 5 de julio de 1922 fue promulgada la ley venezolana de división territorial eclesiástica (modificada por la del 25 de mayo de 1923) que erigió civilmente 4 diócesis, disponiendo en su artículo 10: «la diócesis de Valencia, cuya sede episcopal será Valencia, comprenderá el territorio de los estados Carabobo, Cojedes y las parroquias de Nirgua, Salom y Temerla, del estado Yaracuy». La diócesis de Valencia en Venezuela fue erigida el 12 de octubre de 1922 mediante la bula Ad munus del papa Pío XI, obteniendo el territorio de la arquidiócesis de Caracas, de la que originalmente era sufragánea. Su primer obispo fue Francisco Antonio Granadillo.
El obispo José Alí Lebrún intervino en el Concilio Vaticano II.
El 7 de octubre de 1966 cedió una porción de su territorio para la erección de la San Felipe mediante la bula Ex tempore quo del papa Pablo VI.
El 16 de mayo de 1972 una porción de su territorio para la erección de la diócesis de San Carlos de Venezuela mediante la bula In vertice del papa Pablo VI.
El 12 de noviembre de 1974 fue elevada a arquidiócesis metropolitana mediante la Quo Gravius del papa Pablo VI, asignándoles las sedes sufragáneas de Maracay y San Carlos y siendo su primer arzobispo Luis Eduardo Henríquez.
El 7 de enero de 1986, con la carta apostólica Quantopere Mariam, el papa Juan Pablo II confirmó a la Santísima Virgen María, conocida con el título de Nuestra Señora del Socorro, como patrona de la arquidiócesis.
El 5 de julio de 1994 cedió otra porción de su territorio para la erección de la diócesis de Puerto Cabello mediante la bula Sollicitus de spirituali del papa Juan Pablo II.
El julio de 5 de 1994 cedió territorio para la nueva diócesis de Puerto Cabello pasando a ser sufragánea de la arquidiócesis. 
El arzobispo Jorge Urosa Savino edificó el seminario mayor Nuestra Señora de El Socorro con sede en la ciudad de San Diego.

## Estadísticas
Según el Anuario Pontificio 2023 la arquidiócesis tenía a fines de 2022 un total de 2 229 150 fieles bautizados.
| Año                                                                             | Población            | Población | Población      | Sacerdotes | Sacerdotes    | Sacerdotes    | Bautizados por sacerdote | Diáconos permanentes | Religiosos | Religiosos | Parroquias |
| Año                                                                             | Bautizados católicos | Total     | % de católicos | Total      | Clero secular | Clero regular | Bautizados por sacerdote | Diáconos permanentes | Varones    | Mujeres    | Parroquias |
| ------------------------------------------------------------------------------- | -------------------- | --------- | -------------- | ---------- | ------------- | ------------- | ------------------------ | -------------------- | ---------- | ---------- | ---------- |
| 1950                                                                            | ?                    | ?         | ?              | 103        | 40            | 63            | ?                        |                      |            |            | 34         |
| 1966                                                                            | 445 065              | 450 000   | 98.9           | 106        | 53            | 53            | 4198                     |                      | 66         | 130        | 52         |
| 1970                                                                            | 590 000              | 593 399   | 99.4           | 106        | 49            | 57            | 5566                     |                      | 67         | 186        | 54         |
| 1976                                                                            | 700 000              | 793 892   | 88.2           | 117        | 42            | 75            | 5982                     | 1                    | 106        | 201        | 56         |
| 1980                                                                            | 1 000                | 1 060 000 | 94.3           | 109        | 39            | 70            | 9174                     | 1                    | 104        | 203        | 57         |
| 1990                                                                            | 1 490 000            | 1 593 000 | 93.5           | 124        | 51            | 73            | 12 016                   | 1                    | 103        | 182        | 58         |
| 1999                                                                            | 1 615 000            | 1 900 000 | 85.0           | 121        | 54            | 67            | 13 347                   | 1                    | 92         | 149        | 53         |
| 2000                                                                            | 1 657 500            | 1 950 000 | 85.0           | 121        | 52            | 69            | 13 698                   | 1                    | 91         | 147        | 53         |
| 2001                                                                            | 1 767 510            | 2 079 424 | 85.0           | 108        | 51            | 57            | 16 365                   | 1                    | 85         | 157        | 53         |
| 2002                                                                            | 1 850 000            | 2 130 000 | 86.9           | 115        | 52            | 63            | 16 086                   | 1                    | 90         | 151        | 53         |
| 2003                                                                            | 1 610 000            | 1 800 000 | 89.4           | 117        | 54            | 63            | 13 760                   | 1                    | 80         | 171        | 54         |
| 2004                                                                            | 1 650 000            | 1 850 000 | 89.2           | 110        | 56            | 54            | 15 000                   | 1                    | 71         | 162        | 56         |
| 2010                                                                            | 1 893 000            | 2 118 000 | 89.4           | 132        | 67            | 65            | 14 340                   | 1                    | 83         | 155        | 61         |
| 2014                                                                            | 2 012 000            | 2 252 000 | 89.3           | 131        | 72            | 59            | 15 358                   | 2                    | 72         | 131        | 65         |
| 2017                                                                            | 2 096 000            | 2 345 000 | 89.4           | 126        | 80            | 46            | 16 634                   | 9                    | 59         | 131        | 69         |
| 2020                                                                            | 2 176 600            | 2 435 200 | 89.4           | 120        | 77            | 43            | 18 138                   | 9                    | 54         | 111        | 71         |
| 2022                                                                            | 2 229 150            | 2 495 000 | 89.3           | 109        | 74            | 35            | 20 450                   | 10                   | 47         | 98         | 75         |
| Fuente: Catholic-Hierarchy, que a su vez toma los datos del Anuario Pontificio. |                      |           |                |            |               |               |                          |                      |            |            |            |

## Episcopologio

### Obispos
- Francisco Antonio Granadillo † (22 de junio de 1923-13 de enero de 1927 falleció)
- Salvador Montes de Oca † (20 de junio de 1927-22 de diciembre de 1934 renunció[nota 1])
  - Sede vacante (1934-1937)
- Gregorio Adam Dalmau † (29 de agosto de 1937-12 de julio de 1961 falleció)
- José Alí Lebrún Moratinos † (19 de marzo de 1962-21 de septiembre de 1972 nombrado arzobispo coadjutor de Caracas)
- Luis Eduardo Henríquez Jiménez † (9 de noviembre de 1972-12 de noviembre de 1974 nombrado arzobispo)

### Arzobispos
- Luis Eduardo Henríquez Jiménez † (12 de noviembre de 1974- 16 de marzo de 1990 retirado)
- Jorge Liberato Urosa Savino † (16 de marzo de 1990-19 de septiembre de 2005 nombrado arzobispo de Caracas)
- Reinaldo del Prette Lissot † (10 de abril de 2007-21 de noviembre de 2022 falleció)[nota 2][9]
- Jesús González de Zárate Salas, desde el 28 de junio de 2024